# DFS Classic 1992
Il DFS Classic 1992  è stato un torneo di tennis giocato sull'erba.
È stata l'11ª edizione del DFS Classic, che fa parte della categoria Tier IV nell'ambito del WTA Tour 1992.
Si è giocato al Edgbaston Priory Club a Birmingham in Inghilterra, dall'8 al 14 giugno 1992.

## Campionesse

### Singolare
Brenda Schultz McCarthy ha battuto in finale  Jenny Byrne con il punteggio di 6–2, 6–2

### Doppio
Lori McNeil /  Rennae Stubbs hanno battuto in finale  Sandy Collins /  Elna Reinach con il punteggio di 5–7, 6–3, 8–6